# Idiophthalma amazonica
Espèce
Idiophthalma amazonica est une espèce d'araignées mygalomorphes de la famille des Barychelidae.

## Distribution
Cette espèce est endémique du Brésil. 

## Description
La carapace de la femelle holotype mesure 5,4 mm de long sur 3,9 mm et l'abdomen 6 mm de long sur 4 mm.

## Étymologie
Son nom d'espèce lui a été donné en référence au lieu de sa découverte, l'Amazone.

## Publication originale
- Simon, 1889 : Arachnides. Voyage de M. E. Simon au Venezuela (décembre 1887-avril 1888). 4e Mémoire. Annales de la Société Entomologique de France, sér. 6, vol. 9, p. 169-220 (texte intégral).